# Jan Długosz
Jan Długosz (1er décembre 1415 à Brzeźnica - 19 mai 1480 à Cracovie), dit aussi en latin Johannes Longinus, est un diplomate, ecclésiastique et historien polonais.

## Biographie
Issu d'une lignée de chevaliers qui avait pour emblème Wieniawa, Jan Długosz fait ses études à l'université Jagellonne de Cracovie. Ensuite, l'évêque de Cracovie Zbigniew Oleśnicki le prend à son service. Ce grand personnage est déjà très influent à la fin du règne du roi de Pologne Władysław II Jagellon. Quand ce dernier meurt, laissant la succession à Władysław III, son fils mineur, Oleśnicki prend en mains les rênes de l'État. Au service de l'évêque, dont il est le confident, Długosz occupe d'abord la fonction d'écrivain, puis celle de chancelier. Il devint aussi chanoine du chapitre de Cracovie, alors même qu'il n'est investi que du sous-diaconat (1436). Il reçoit le sacerdoce seulement en 1440. En 1450, le chapitre de Cracovie lui accorda pour son service, une maison, aujourd'hui appelée « la maison de Długosz » et située rue Kanoniczna, près du château royal de Wawel. Vers 1460, il est chanoine, fort bien doté, de la collégiale de Sandomierz.
Après la mort d'Oleśnicki, Długosz devient précepteur de six fils du nouveau roi Kazimierz IV et remplit aussi différentes missions diplomatiques en Prusse, en Hongrie, en Autriche, en Palestine et en Bohême. Lorsqu'en 1471, Władysław, fils de Kazimierz IV, devient roi de Bohême, Jan Długosz est nommé archevêque de Prague, pour avoir négocié cette accession au trône. Néanmoins, craignant de ne pouvoir mener sa tâche à bien, en pays hussite, il refuse cette nomination. Il préféra le canonicat de Gniezno, puis en 1479, l'archevêché de Lwów. Mais il meurt le 19 mai 1480, alors même que le pape donne son accord à son investiture. 

## Œuvre
Jan Długosz rédige son Histoire de la Pologne à la mort de Zbigniew Oleśnicki, en 1455. Il commence par l'histoire de son temps, c'est-à-dire des années 1410-1434. Travaillant jusqu'à sa mort en 1480, il rédige parallèlement l'histoire du passé de son pays, depuis les origines les plus lointaines, et l'histoire dont il est chaque jour le témoin. Ainsi naît une œuvre colossale, les Annales seu cronicae incliti Regni Poloniae, composée de douze livres, dont dix racontent l'Histoire jusqu'en 1409, les deux derniers, beaucoup plus volumineux que les précédents, concernant l'époque contemporaine de Długosz.
Parallèlement à l'histoire de la Pologne, Jan Długosz écrit la série des Żywoty (Vies), dont des vies de saints, typiques de l'hagiographie médiévale : saint Stanisław, et la bienheureuse Kinga ; les biographes des ordinaires des différents diocèses, celles des archevêques de Gniezno, des évêques de Cracovie, de Wrocław, de Poznań, de Włocławek et de Płock, y sont chronologiquement classées.
Au cours des dernières années de sa vie, il rédige Insignia seu clenodia Regni Poloniae (Klejnoty Długoszowe ou Armoiries de Długosz). C'est le plus ancien armoriai du Royaume de Pologne : le second ne fut établi qu'un siècle plus tard. Długosz décrit les blasons des domaines polonais, des évêchés et de certaines familles chevaleresques. Ici encore, il est pionnier.
Un Prix Jan Długosz est décerné chaque année depuis 1998 à Cracovie lors de la Foire du livre de Cracovie.